# Shmuel Moreh
 (juillet 2019).
Si vous disposez d'ouvrages ou d'articles de référence ou si vous connaissez des sites web de qualité traitant du thème abordé ici, merci de compléter l'article en donnant les références utiles à sa vérifiabilité et en les liant à la section « Notes et références ».
Shmuel Moreh, né le 22 décembre 1932 à Bagdad et mort le 22 septembre 2017 à Mevasseret Tsion[réf. nécessaire], est un professeur de langue et littérature arabes à l'Université hébraïque de Jérusalem et récipiendaire du prix Israël pour les études sur le Moyen-Orient en 1999.